# Сімоне Кантаріні
Сімоне Кантаріні ( італ. Simone Cantarini; 21 серпня 1612, Пезаро — 15 жовтня 1648, Верона) — північноіталійський художник доби італійського бароко першої половини XVII ст. Італійський майстер офортів.

## Біографія, ранні роки
Ранні роки відомі погано. Народився у портовому місті Пезаро. Батько майбутнього художника Джироламо Кантаріні був комерсантом, а родину вважали забезпеченою. За припущеннями від почав опановувати художню майстерність під керівництвом Джованні Джакомо Пандольфі (1566—1638). Пандольфі були художниками і навіть батько Джованні Джакомо був одружений з сестрою художника Джироламо Данті.
Серед можливих наставників молодого Сімоне Кантаріні міг бути також Клаудіо Рідольфі. Останній рано помер і Сімоне знову залишився без наставника. Він почав займатися самоосвітою. Трохи перегодом до нього докотилася звістка про майстерність художника Санто Перанда, відомого у Венеції майстра релігійного живопису. Тому він відбув у Венецію.

## Перебування в Венеції
Перебування у Венеції було досить плідним. Від старанно вивчав релігійні композиції Санто Перанди, але для нього відкрились художні знахідки низки венеціанських художників, обдарованих помітно більше, серед них Джованні Белліні, Лоренцо Лотто, Ламберт Сустріс, Паоло Веронезе. Останній мав помітний вплив на художню свідомість Санто Перанди та Якопо Пальма Молодшого, з авторитетом котрих так рахувався Кантаріні.
Не поривав він зв'язків і з власними земляками навіть у Венеції. Так, він навчався малюнку в художника Франческо Мінгуччі, що був родом з Пезаро, але працював у Венеції. Відомо, що він створював копії з релігійних картин, аби добре опанувати ремесло. Серед його копій навіть твори Джованні Франческо Гуерьєрі (1589—1655), що працював у сусідньому до Пезаро місті Фоссомброне.

## Сварка з Гвідо Рені
Але найбільше він почав рахуватись з релігійним живописом болоньського художника Гвідо Рені. Це спонукало його перебратися у Болонью, де була низка релігійних картин Гвідо і навіть у катедральному соборі рідного Пезаро та у його передмістях. Зустріч двох майстрів відбулася і показ творів Кантаріні став як вдалі іспити для початківця. Гвідо Рені не тільки прийняв його у власну майстерню, а й приєднав близько 1634 року до своїх помічників на надав місце в майстерні, котра була розташована біля пьяцца Маджоре.
Переказують, що молодий Сімоне Кантаріні перебував у скрутному фінансовому стані і був вимушений продати частку власних картин під маркою творів Гвідо Рені, аби більше заробити. Це стало відомо голові майстерні і він посварився з Сімоне. Той був вимушений повернутися у Пезаро приблизно через п'ять років праці у Болоньї.
Відбулась і його коротка подорож до папського Риму в 1640—1641 рр. Але 1642 року прийшла звістка по смерть Гвідо Рені і Сімоне Кантаріні знову прибув у Болонью.

## Повернення в Болонью
Тепер він відкрив у місті власну майстерню і вже мав право набрати помічників і учнів. Відомо, що 1647 року він попрацював у місті Мантуя для герцога Карло II Гонзаго.

## Смерть
Він захворів і перебрався у Верону. Сімоне Кантаріні і помер у Вероні.

## Обрані твори
- « Святий Себастьян і янгол»

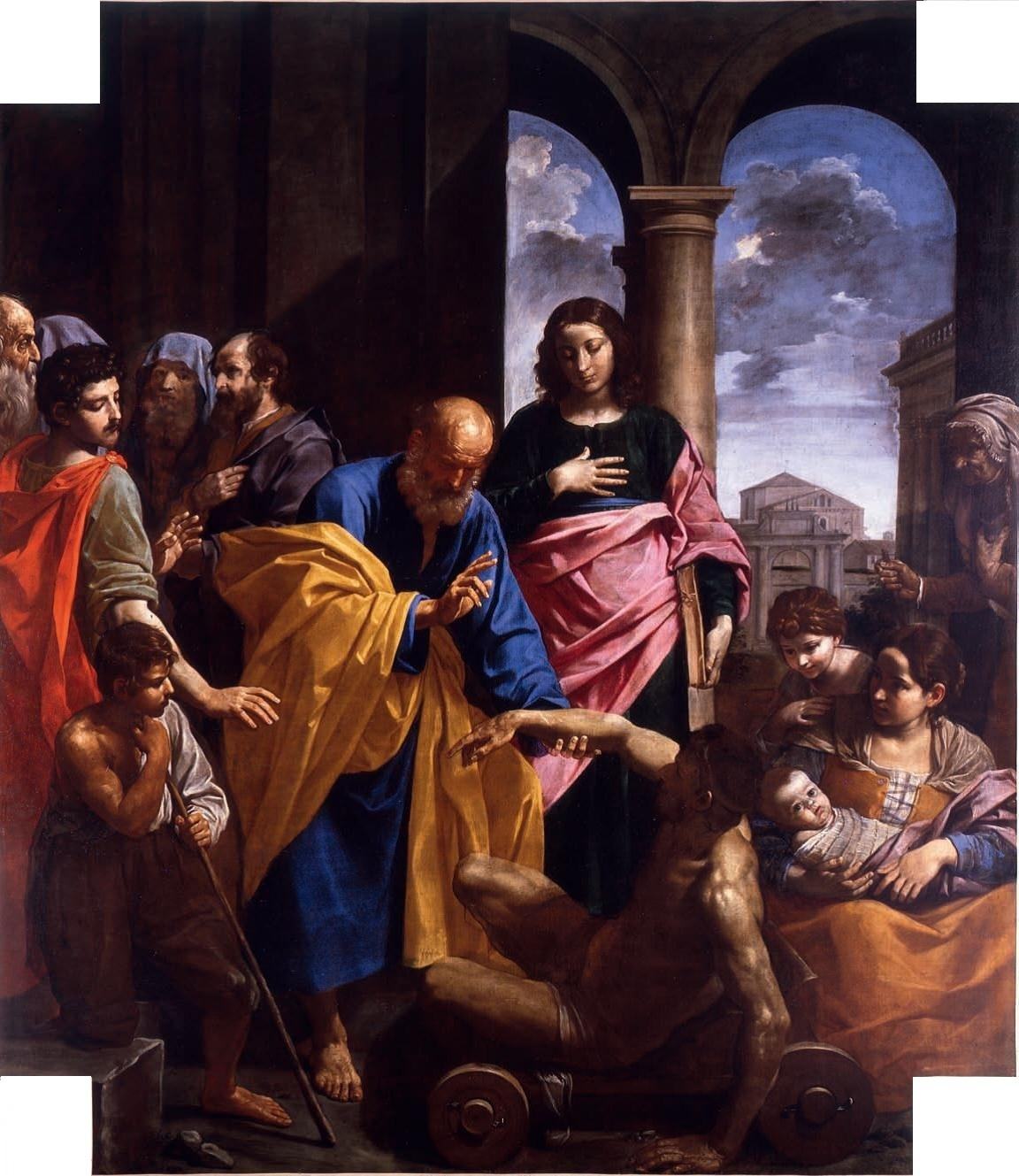
Сімоне Кантаріні. « Апостол Петро лікує паралічного», Пінакотека Цивіко, Фано

- « Христос садівник або Не торкайся мене», Державна галерея Шлейсхейм, Новий замок, Баварія
- « Свята Цецилія»
- « Воскресіння Христа», Музей витончених мистецтв (Бостон)
- « Відпочинок Святої Родини на шляху до Єгипту», Лувр, Париж
- « Святий Єронім», (у повний зріст) Національна пінакотека Болоньї
- « Свята Родина», різні варіанти
- « Святий Єронім», овал
- « Апостол Петро лікує паралічного», Пінакотека Цивіко, Фано
- « Каяття Марії Магдалини», Пінакотека Цивіко, Фано
- « Видіння янгола святим Йосипом», Пінакотека Цивіко, Фано
- « Коронування Богородиці з двома святими», базиліка Санта Марія Ассунта у Гандіно
- « Неідентифікована Сивілла», Пезаро
- « Алегорія Музики», Чезена
- « Саломея приймає відрубану голову Івана хрестителя», Чезена

## Галерея творів

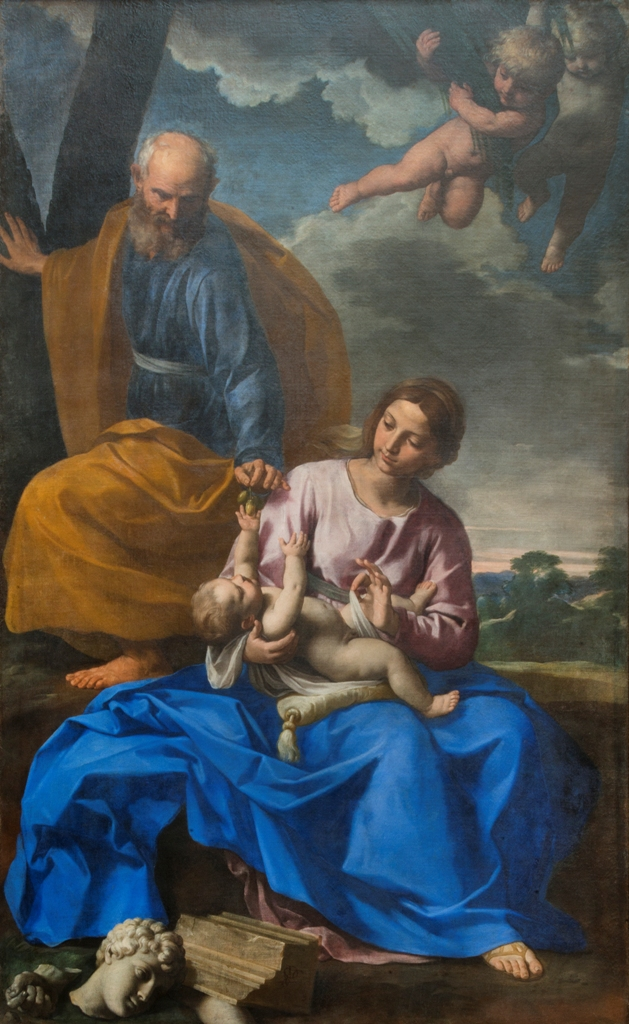
Сімоне Кантаріні. «Відпочинок Святої Родини на шляху до Єгипту», Пінакотека Брера, Мілан.
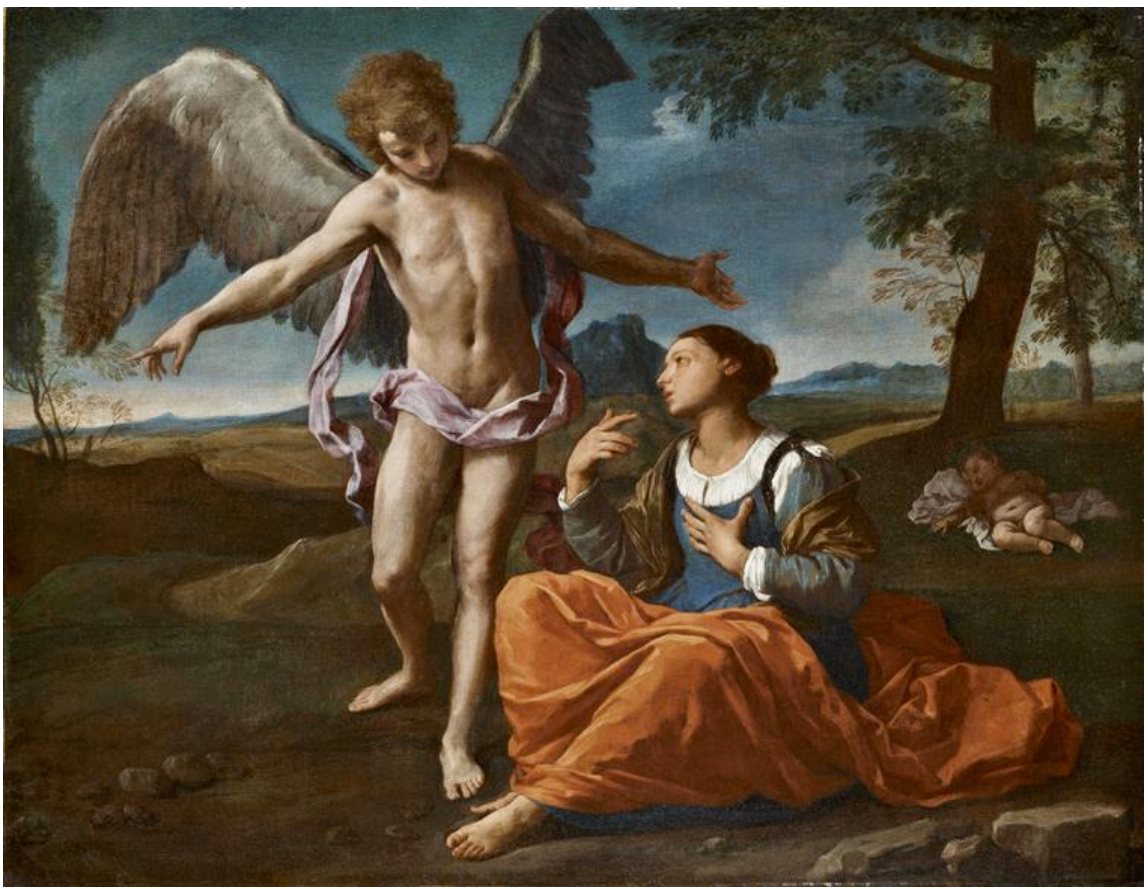
Сімоне Кантаріні. «Агар в пустелі з сином та янгол»
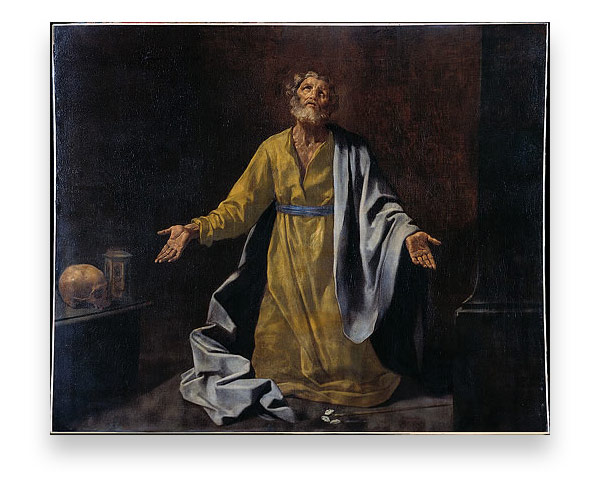
Сімоне Кантаріні. «Св. Йосип», земний батько Христа, Пінакотека цивіко, Фано
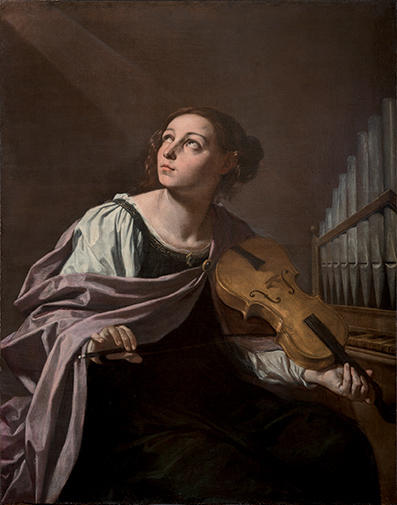
Сімоне Кантаріні. «Св. Цецилія»

## Портрети пензля Сімоне Кантаріні

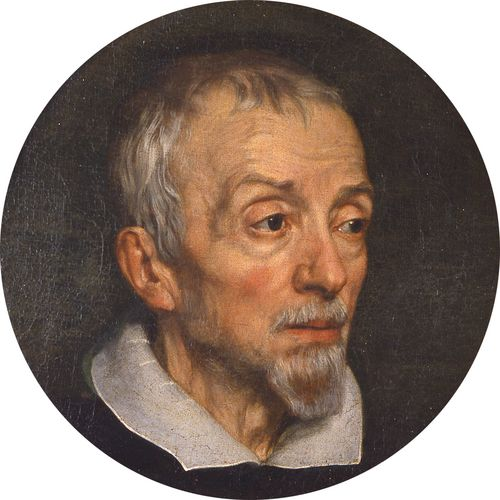
Сімоне Кантаріні. Портрет художника Гвідо Рені в похилому віці. Національна пінакотека Болоньї

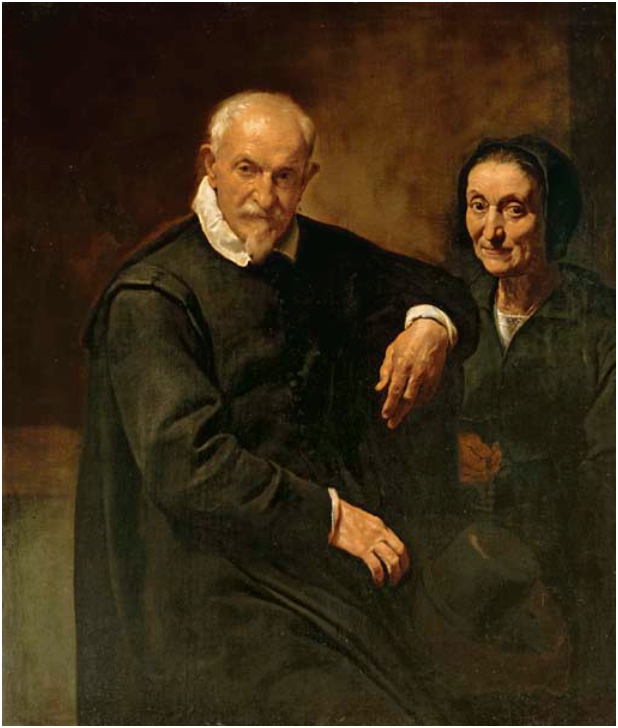
Сімоне Кантаріні. Подвійний портрет літнього подружжя.
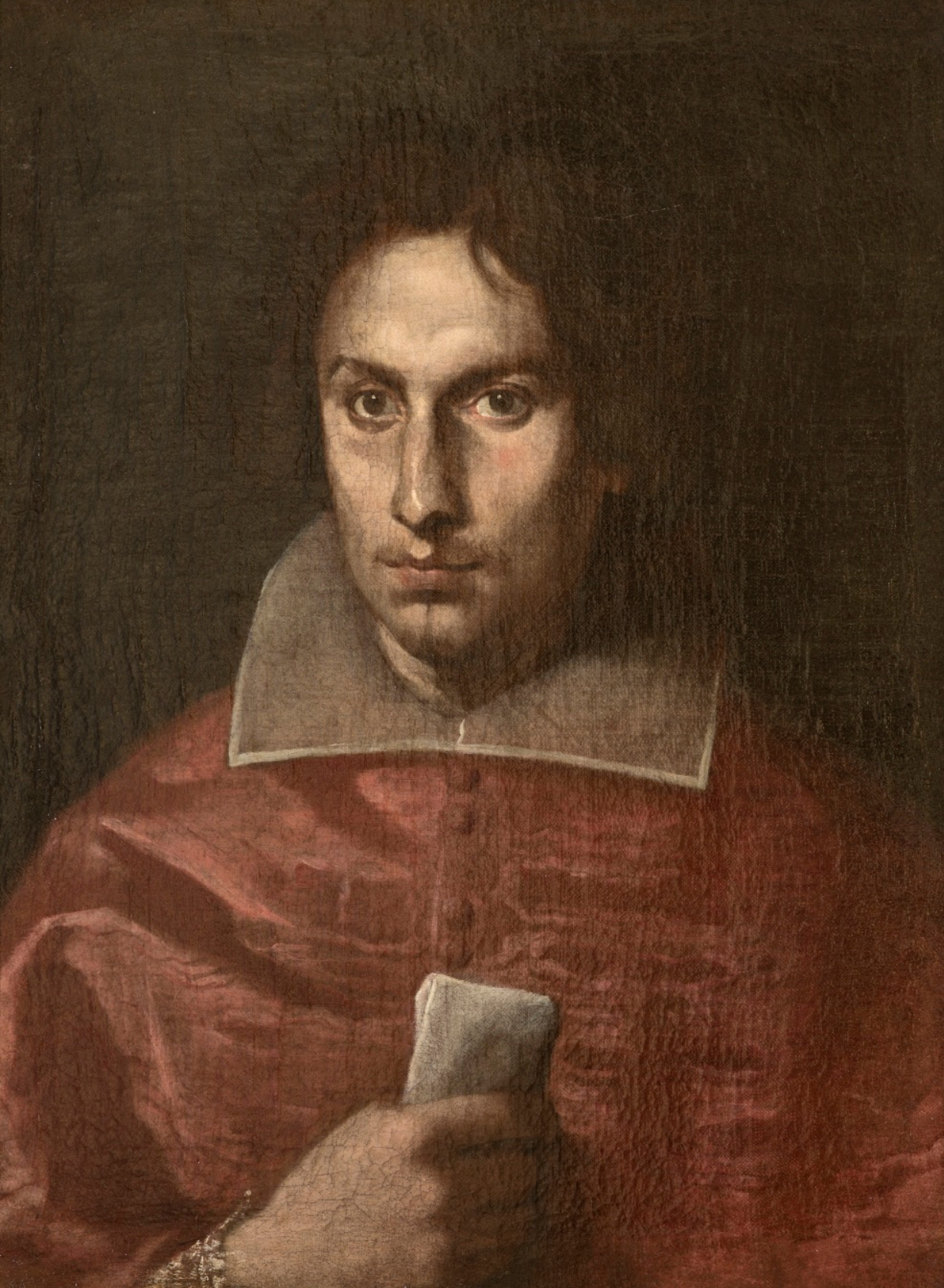
Сімоне Кантаріні. «Антоніо Барберіні», Національна галерея старовинного мистецтва (Рим)
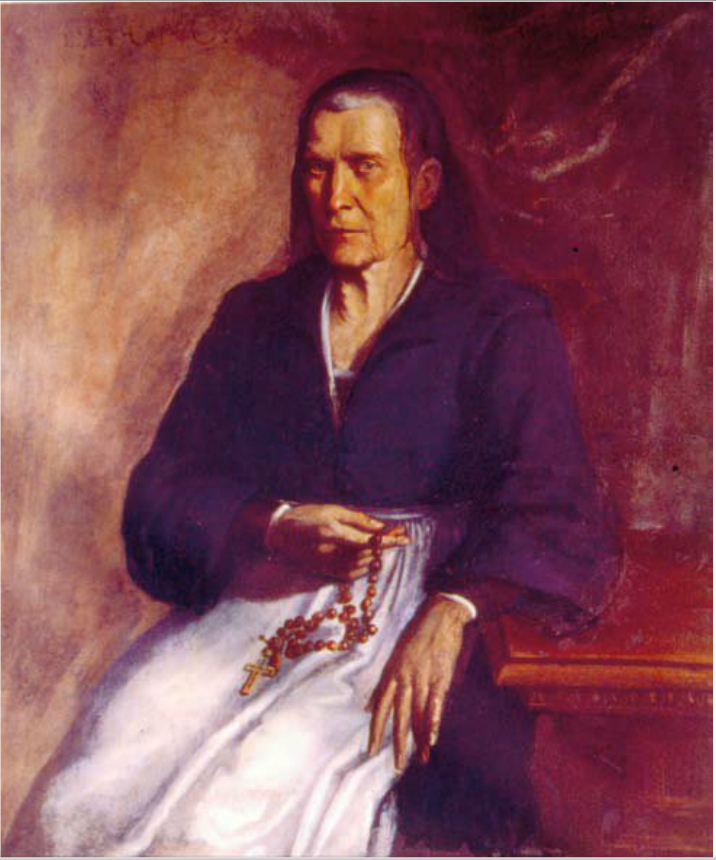
Сімоне Кантаріні. «Елеонора Альбані Томазі», банк Адратіко, Пезаро